# 长头象蜡蝉属
长头象蜡蝉属(Doryphorina )是半翅目象蜡蝉科的一属昆虫，目前已知五种，分布于东南亚及中国南方。

## 種類
- 弯长头象蜡蝉（Doryphorina subdeflexa）
- 多刺长头象蜡蝉（Doryphorina multifurcella）
- 团簇长头象蜡蝉（Doryphorina conglobatus）
- 贵州长头象蜡蝉（Doryphorina guizhouensis）
- 小长头象蜡蝉（Doryphorina minor）
- 长头象蜡蝉（Doryphorina stali）